# Machsche Streifen
Bei einer Abfolge von Flächen unterschiedlicher Graufärbung, die in sich keine Farbgraduierung haben, beobachten wir entlang der Grenzen Machsche Streifen (nach dem Physiker Ernst Mach, 1865). Dabei handelt es sich um helle und dunkle Streifen, die den Kontrast zwischen den Flächen verstärken.

Wahrnehmung von Machschen Streifen an den Kontrastgrenzen einheitlich gefärbter Flächen

Ein basaler Mechanismus für die Verarbeitung visueller Eindrücke beim Menschen ist das Erkennen von Linien und Kanten. Strichzeichnungen erkennen wir oft schneller als Fotos, die nur Farbschattierungen enthalten. Die Marskanäle sind ein Beispiel für ein Erkennen von Linienstrukturen, wo eigentlich keine existieren, sondern allenfalls kurze Linienstücke oder Schatteneffekte.
Bereits die Verarbeitung im Auge betont Kontraste und Linien, weil die Netzhaut die Reizung benachbarter Sehzellen noch vor der Weiterleitung ins Gehirn korreliert. Obwohl in der Abbildung rechts die oberen Flächen nur diskrete Grautöne besitzen, sehen wir an den Übergängen einen Helligkeitsverlauf, der den Kontrast überhöht: Die dunkle Kante erscheint dunkler, der helle Bereich heller. Der Graukeil unten im Bild erscheint inhomogen, obwohl sich der Grauwert von links nach rechts linear ändert.
Die Ursache für dieses Wahrnehmungsphänomen liegt in der Verschaltung der Rezeptoren in der Netzhaut. Ca. 100 Mio. Rezeptoren steuern ca. 1 Mio. rezeptive Felder, die die Signale zur Verarbeitung bereitstellen. Durch die Verschaltung verstärken die Rezeptoren nicht nur Signale, sondern können sie abhängig vom Entstehungsort auch abschwächen (laterale Hemmung).

Ein Beispiel der Verschaltung von Rezeptoren

Das Prinzip kann am besten verdeutlicht werden, indem man vier Rezeptoren betrachtet. Auf die Rezeptoren A und B fällt Licht höherer Intensität, im Beispielbild mit der Intensität 30, auf die Rezeptoren C und D Licht niedriger Intensität 10. Die erregten Rezeptoren hemmen die beiden jeweiligen Nachbarrezeptoren mit einem festen Anteil des Betrags, den sie selbst an Erregung erhalten (im Beispiel mit einem Zehntel). Somit ergibt sich für die nachgeschalteten Neuronen folgende Erregungsverteilung:
- Rezeptor A: 30 -30*0,1 -30*0,1 = 30 -3 -3 = 24
- Rezeptor B: 30 -30*0,1 -10*0,1 = 30 -3 -1 = 26
- Rezeptor C: 10 -30*0,1 -10*0,1 = 10 -3 -1 =  6
- Rezeptor D: 10 -10*0,1 -10*0,1 = 10 -1 -1 =  8

Dadurch wird das Signal an den Grenzen zweier unterschiedlich heller Bereiche stärker oder weniger stark gehemmt und es ergeben sich die Machschen Streifen.
Der Effekt tritt unter anderem auch in der Computergrafik bei berechneten, beleuchteten Flächen auf (z. B. beim Gouraud Shading).
Die Bildverarbeitung im Gehirn unterstützt ebenfalls die Kantenwahrnehmung, siehe zum Beispiel das Kanizsa-Dreieck.